# تشيكابا
تشيكابا ومدينة في مقاطعة كاساي في «جمهورية الكونغو الديمقراطية». وتعتبر المدينة يقع على بعد حوالي 40 ميلا شمال الحدود الأنغولية و 120 كم غرب عاصمة مقاطعة كانانغا عند التقاء نهري تشيكابا وكاساي. ووفقا للسجلات التي نشرتها مكتبة جامعة أوتريخت، نما سكان المدينة من 38,900 في عام 1970 إلى 180,900 في عام 1994. مع ذلك سببت حربين الكونغو الأخيرة الجريان كبيرة في السكان مما يجعل الأرقام الحالية لا يمكن الاعتماد عليها. وقد تم تشيكابا موقع تعدين الماس منذ تأسيسها في أوائل القرن العشرين. تأسست المدينة من قبل فورمينيري، اتحاد شركات تعدين الأمريكية/بلجيكي الذي اكتشف الماس قرب هذا الموقع في 1900s.1 وقت مبكر خارج العراق ما بعد الحرب، وقد تشيكابا مصدر الاتصالات الهاتفية الفضائية الأكثر كثافة في العالم بسبب استغلال مناجم الماس.